# Плато Північне

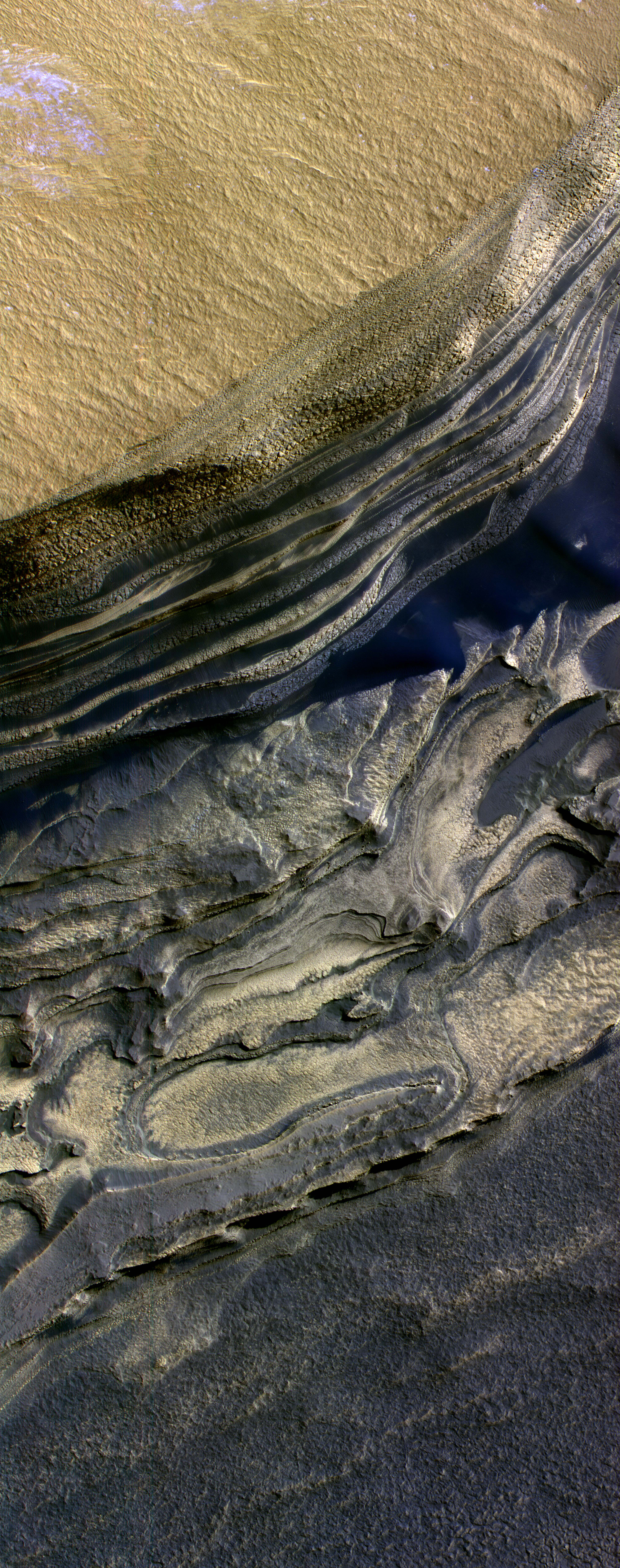
Знімок стінки Chasma Boreale, каньйону у полярній льодовиковій шапці, виконаний у фальшивих кольорах космічним апаратом Mars Reconnaissance Orbiter. У світло-коричневий колір забарвлені шари поверхневого пилу, у сірий та синій — шари льоду із води та двоокису вуглецю. Правильні геометричні тріщини свідчать про вищі концентрації водяного льоду в цих місцях.

Північна рівнина (лат. Planum Boreum) — це рівнина на північному полюсі планети Марс. Вона простягається у північному напрямку починаючи із, приблизно, 80° пн. ш., а її центр розташований за координатами 88°00′ пн. ш. 15°00′ сх. д. / 88.0° пн. ш. 15.0° сх. д.. Навколо цієї рівнини, яка височить над рештою місцевості, пролягає пласка та позбавлена особливостей низовина під назвою Vastitas Borealis, яка простягається приблизно на 1500 км на південь, тим самим займаючи значну частину північної півкулі Марса.

## Льодовикова шапка

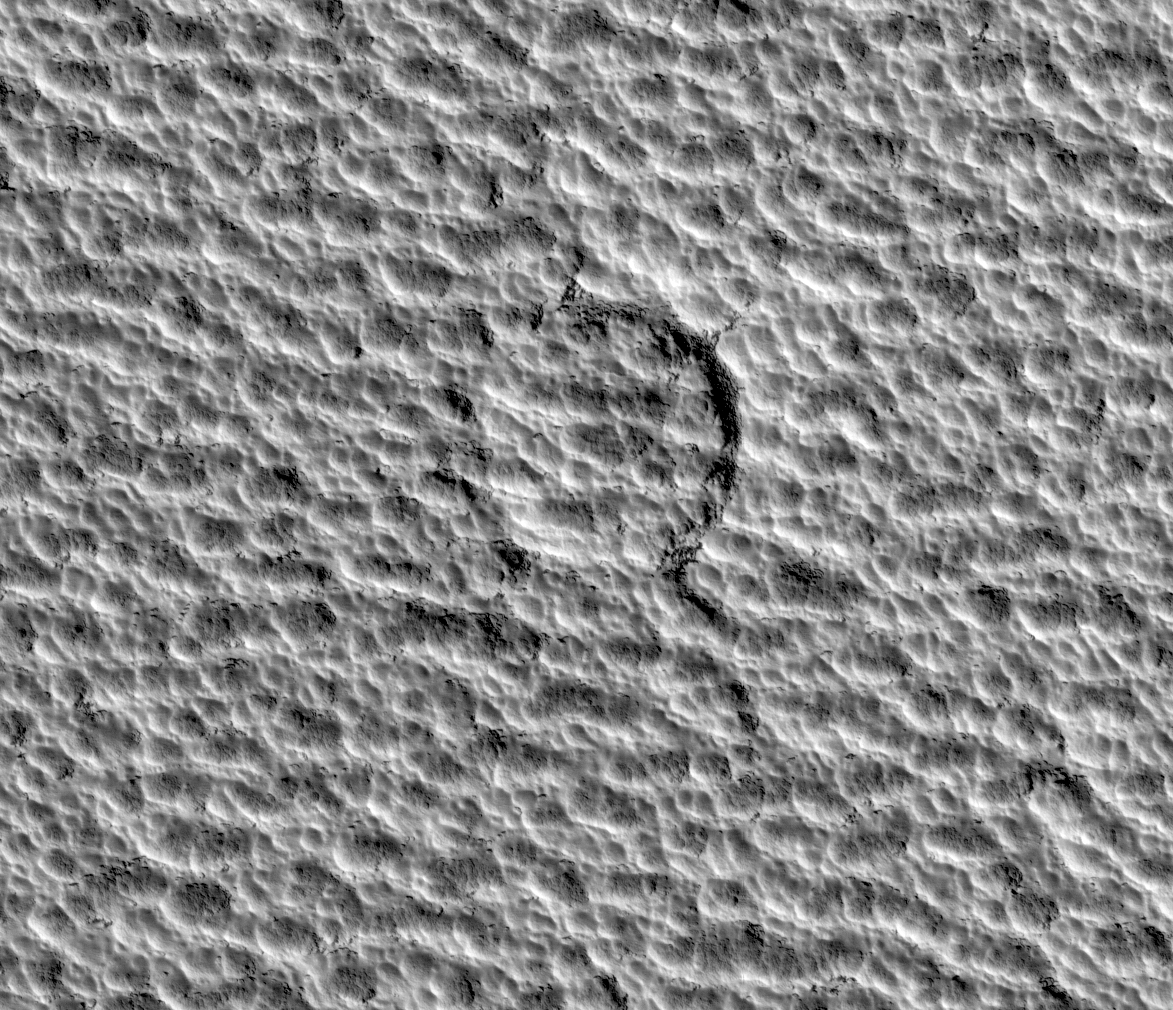
Знімок кратера у північній полярній льодовій шапці, виконаний камерою HiRISE

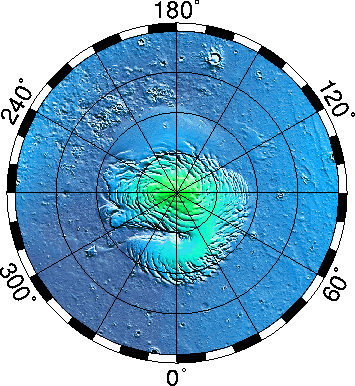
Мапа висот північного полюса. Зверніть увагу на те, як Planum Boreum вивищується над навколишньою рівнинною територією. Клацніть на зображенні, аби розгледіти деталі.

Planum Boreum є місцем розташування багаторічної льодовикової шапки, яка складається в основному з водяного льоду (із поверхневим шаром льодяного двоокису вуглецю товщиною в 1 метр, який утворюється й утримується тут протягом зимового періоду). Об'єм цієї шапки становить 1.2 мільйона кубічних кілометрів і покриває площу, еквівалентну приблизно 1.5 площі штату Техас. Її радіус становить близько 600 км. Максимальна товщина шапки дорівнює 3 км.
Спіральні борозни у льодовиковій шапці формуються під дією катабатичних вітрів, які підхоплюють пилоподібний поверхневий лід, що був виточений в результаті вітрової ерозії, а також, ймовірно, сонячної абляції (сублімації), зі стінок борозен, які виходять на екватор, а потім цей лід відкладається повторно на протилежних стінках — тих, що спрямовані в бік полюса. Ці борозни є приблизно перпендикулярними до напрямку вітру, а спіралеподібної форми набувають внаслідок дії ефекту Коріоліса. З плином часу, борозни поступово зміщуються ближче до полюса; центральні борозни змістилися приблизно на 65 км протягом останніх двох мільйонів років. Chasma Boreale — це каньйоноподібне утворення, старіше за борозни льодовикової шапки, і, на відміну від них, розташоване паралельно до напрямку вітру.
Поверхнева композиція північної льодовикової шапки в середині весняного періоду (після зимового накопичення сезонного сухого льоду) досліджувалася з орбіти. Зовнішні краї льодовикової шапки забруднені пилом (0.15% від загальної маси льоду) і складаються переважно з водяного льоду. Із наближенням до полюса вміст поверхневого водяного льоду поступово зменшується — його місце займає сухий лід. Забруднення льоду теж поступово зникає — з наближенням до полюса він стає чистішим. На самому полюсі поверхневий сезонний лід складається із практично чистого сухого льоду із дуже незначним пиловим забрудненням та 30 мільйонними частками водяного льоду.
Космічний апарат Фенікс, запущений у 2007 році, прибув на Марс у травні 2008 року та успішно висадився в регіоні Vastitas Borealis 25 травня 2008 року. Джефрі Лендіс та Чарлз Кокелл запропонували використати північну полярну шапку як місце призначення для пілотованої місії на Марс.

## Особливості рельєфу
Основною деталлю рельєфу Planum Boreum є велика борозна або каньйон під назвою Chasma Boreale, у полярній льодовиковій шапці. Його ширина становить близько 100 км, а схили досягають 2 км висоти. Для порівняння, Великий Каньйон на Землі у глибину досягає 1.6 км у деяких місцях, а його довжина становить 446 км, а ширина — всього-лиш 24 км. Chasma Boreale «прорізається» крізь полярні відкладення порід та лід, такі як ті, що є у Ґренландії.
Planum Boreum переходить у Vastitas Borealis на захід від Chasma Boreale в місці розташування нерівномірного ескарпу під назвою Rupes Tenuis. Цей обрив досягає 1 км у висоту. В інших місцях, суміжних із Vastitas Borealis, межею слугують численні столові гори та борозни.
Planum Boreum точена просторими полями піщаних дюн, що простягаються від 75° пн. ш., до 85°пн. ш.. Ці дюнні пустелі носять назви Olympia Undae, Abalos Undae та Hyperboreae Undae. Olympia Unde, явно найбільша з-поміж усіх, покриває площу від 100° сх. д., до 240° сх. д.. Abalos Undae — від 261° сх. д. до 280° сх. д., а Hyperboreale Undae простягається від 311° сх. д. до 341° сх. д. Див. також Список позаземних дюнних полів.

## Лавини

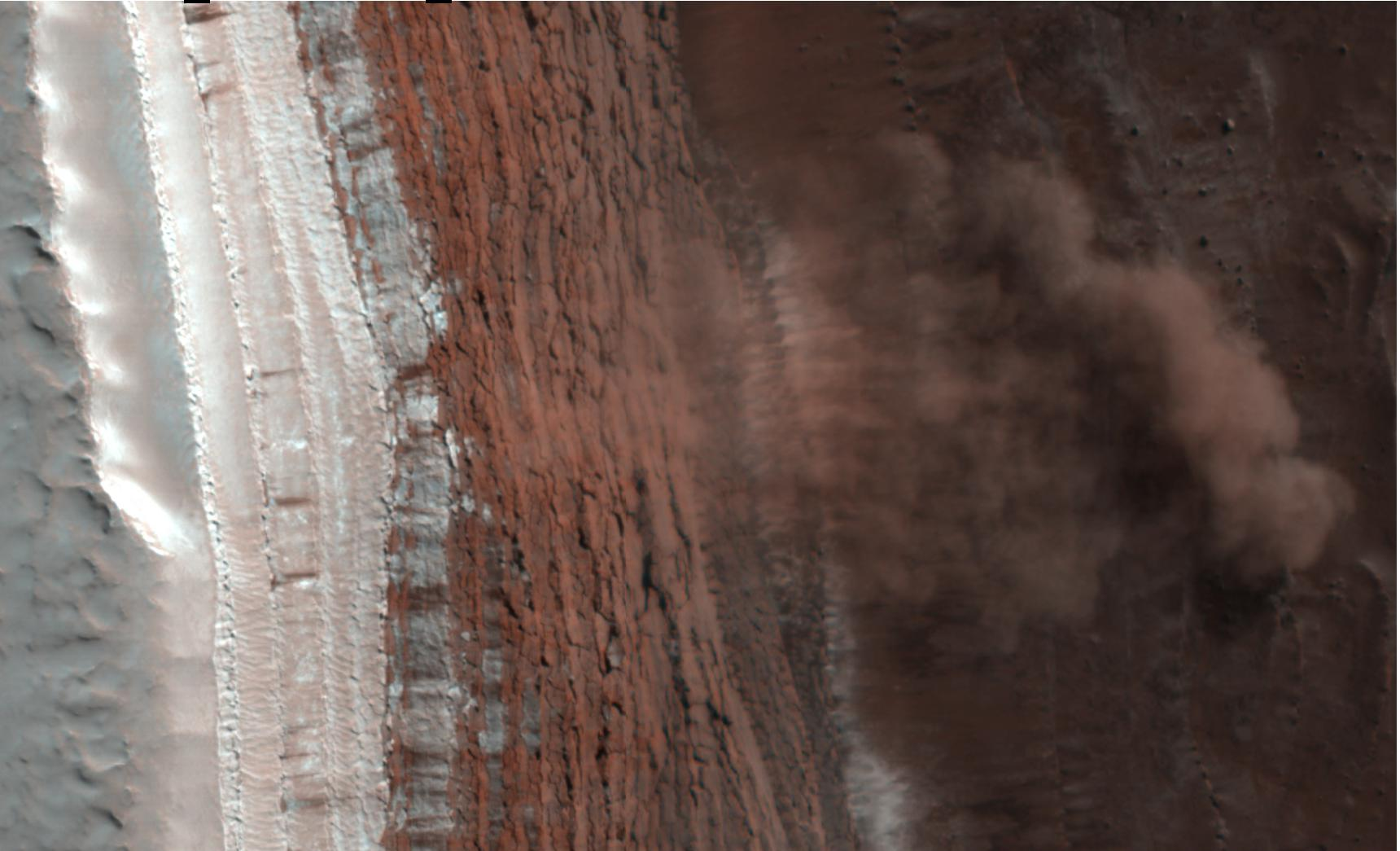
Вигляд марсіанської лавини у фальшивих кольорах.

В ході обстежень марсіанської поверхні, які проводилися в лютому 2008 року камерою HiRISE, вчені зафіксували на знімках чотири лавини під час сходження із 700-метрової кручі. Хмара дрібнозернистої речовини в ширину досягала 180 м, та простягалася від підніжжя кручі на 190 м. Червоняві шари, наскільки відомо, є породами, багатими на водяний лід, тоді як білі шари — є сезонним намерзанням діоксиду вуглецю. Вважається, що зсув ґрунту розпочався у найвищому червонявому шарі. В ході подальших спостережень вчені планують охарактеризувати природу речовини, з якої утворилася лавина.

## Повторювана щорічна хмара

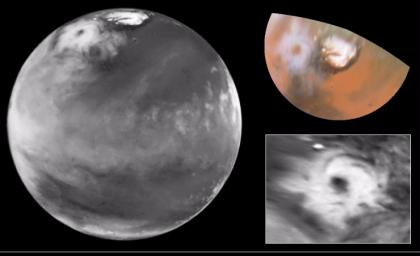
Вигляд колосальної полярної хмари на Марсі із телескопа Габбл.

Велика хмара, що формою нагадує пончик, з'являється у північному полярному регіоні Марса приблизно в один і той же час кожного марсіанського року, і при цьому кожного разу має приблизно один і той же розмір. Вона формується вранці та розсіюється до марсіанського полудня. Зовнішній діаметр хмари дорівнює близько 1600 км, а внутрішня прогалина, або ж «око», має діаметр у 320 км. Припускають, що хмара утворюється із водяного льоду, саме тому вона й має біле забарвлення, на відміну від значно більш поширених на планеті пилових штормів.
Хмара має вигляд циклону, подібного до урагану, але вона не обертається. Вона з'являється в літній період у північної півкулі на значній висоті. Припускають, що її утворення спричиняється унікальними кліматичними умовами поблизу північного полюса. Циклоноподібні шторми вперше були помічені під час здійснення орбітальної програми мапування поверхні Марса космічним апаратом «Вікінг», але північна щорічна хмара є втричі більшою за всі такі шторми. Хмару виявляли також різні зонди та телескопи, зокрема — Габбл та Mars Global Surveyor.
Коли  космічний телескоп Габбл зафіксував на своїх знімках цю хмару у 1999 році, науковці вважали, що це — циклонний шторм. Його зовнішній діаметр був визначений у 1750 км, а діаметр «ока» становив 320 км.